# Wspólnota administracyjna Neuenbürg
Wspólnota administracyjna Neuenbürg – wspólnota administracyjna (niem. Vereinbarte Verwaltungsgemeinschaft) w Niemczech, w kraju związkowym Badenia-Wirtembergia, w rejencji Karlsruhe, w regionie Nordschwarzwald, w powiecie Enz. Siedziba wspólnoty znajduje się w mieście Neuenbürg, przewodniczącym jej jest Horst Martin.
Wspólnota administracyjna zrzesza jedno miasto i jedną gminę wiejską:
- Engelsbrand, 4 260 mieszkańców, 15,19 km²
- Neuenbürg, miasto, 7 518 mieszkańców, 28,17 km²